# Комсомольское (озеро, Ленинградская область)
Комсомо́льское (фин. Kiimajärvi) — озеро на севере Ленинградской области, на территории Приозерского района, в средней части Карельского перешейка. До 1948 года называлось Киимаярви (фин. Kiimajärvi).

## Физико-географическая характеристика
Длина — 14 км, ширина — 2 км, площадь — 24,6 км². Площадь водосборного бассейна — 399 км². Основное питание озера — от реки Пионерки, через которую поступают воды озера Отрадного. На юге в озеро Комсомольское впадает небольшой ручей. В северном конце берёт начало река Весёлая, впадающая в северный рукав Вуоксы у села Васильево. Двумя сужениями озеро делится на три плёса. Северный плёс занимает часть котловины с глубинами от 6 до 10 метров. Здесь раскинулась небольшая группа островов. Центральный плес — самый глубокий, с впадинами до 19,6 метра, южный мелководный, с пологими подводными склонами.
С северо-востока в озеро втекает безымянный ручей, берущий начало из озера Оле́нина. В южную оконечность озера втекает ручей Славянский, берущий начало из озера Верхнегорского.
Прибрежные мелководья озера покрыты смесью песка и ила, дно на глубоких участках покрыто толстым слоем светло-коричневого ила. За исключением заливов, озеро зарастает слабо: ширина зелёной каймы у берегов 10—20 метров.

### Берега
За время существования озера трижды происходило резкое падение уровня воды в нём, вследствие чего на пологих берегах образовались небольшие, но отчётливые террасы.
Берега озера изрезаны слабо. В озере есть несколько заливов, заросших осокой и тростником.
На юго-восточном берегу озера располагается посёлок Соловьёвка. К северной оконечности озера подступают дома посёлка Торфяное.
Часть берега огорожена дачным кооперативом «Озеро», среди учредителей которого был Владимир Путин. Доступ на эту территорию закрыт вопреки 27-й статье Земельного кодекса РФ.